# Choi Si-young
Choi Si-young (* 14. Mai 1991) ist ein südkoreanischer Eishockeyspieler, der seit 2018 bei den Daemyung Killer Whales in der Asia League Ice Hockey unter Vertrag steht.

## Karriere
Choi Si-young begann seine Karriere als Eishockeyspieler in der Mannschaft der Kyung-bok Highschool. Später wechselte er zur Mannschaft der Yonsei-Universität. Seit 2013 spielt er für Anyang Halla, eine der drei südkoreanischen Mannschaften in der Asia League Ice Hockey. 2015 konnte er mit seiner Mannschaft zwar die Hauptrunde für sich entscheiden, verlor das Playoff-Finale dann aber gegen den Hauptrundendritten, die Tōhoku Free Blades, glatt mit drei Niederlagen. 2016 konnte er mit Anyang Halla dann die Asia League durch eine 3:2-Endspielserie gegen den russischen Vertreter HK Sachalin gewinnen. Anschließend wechselte er zu Daemyung Sangmu, wo er unterklassig spielte. Seit 2018 nimmt er mit den Daemyung Killer Whales wieder an der Asia League Ice Hockey teil.

### International
Für Südkorea nahm Cho Min-ho bereits an der U18-Weltmeisterschaft 2009 und der U20-Weltmeisterschaft 2011 jeweils in der Division II teil. Sein Debüt in der Herren-Nationalmannschaft gab er dann jedoch erst bei der Weltmeisterschaft 2015, als ihm mit seiner Mannschaft der Aufstieg aus der B- in die A-Gruppe der Division I gelang.

## Erfolge und Auszeichnungen
- 2009 Aufstieg in die Division I bei der U18-Weltmeisterschaft der Division II, Gruppe A
- 2015 Aufstieg in die Division I, Gruppe A, bei der Weltmeisterschaft der Division I, Gruppe B
- 2016 Gewinn der Asia League mit Anyang Halla

## Asia-League-Statistik
(Stand: Ende der Saison 2019/20)